# ديشار بوليفي
ديشار بوليفي (الاسم العلمي: Pteris boliviensis) هو نوع نباتي يتبع جنس الديشار من فصيلة الديشارية.